# Ecce homo (Nietzsche)

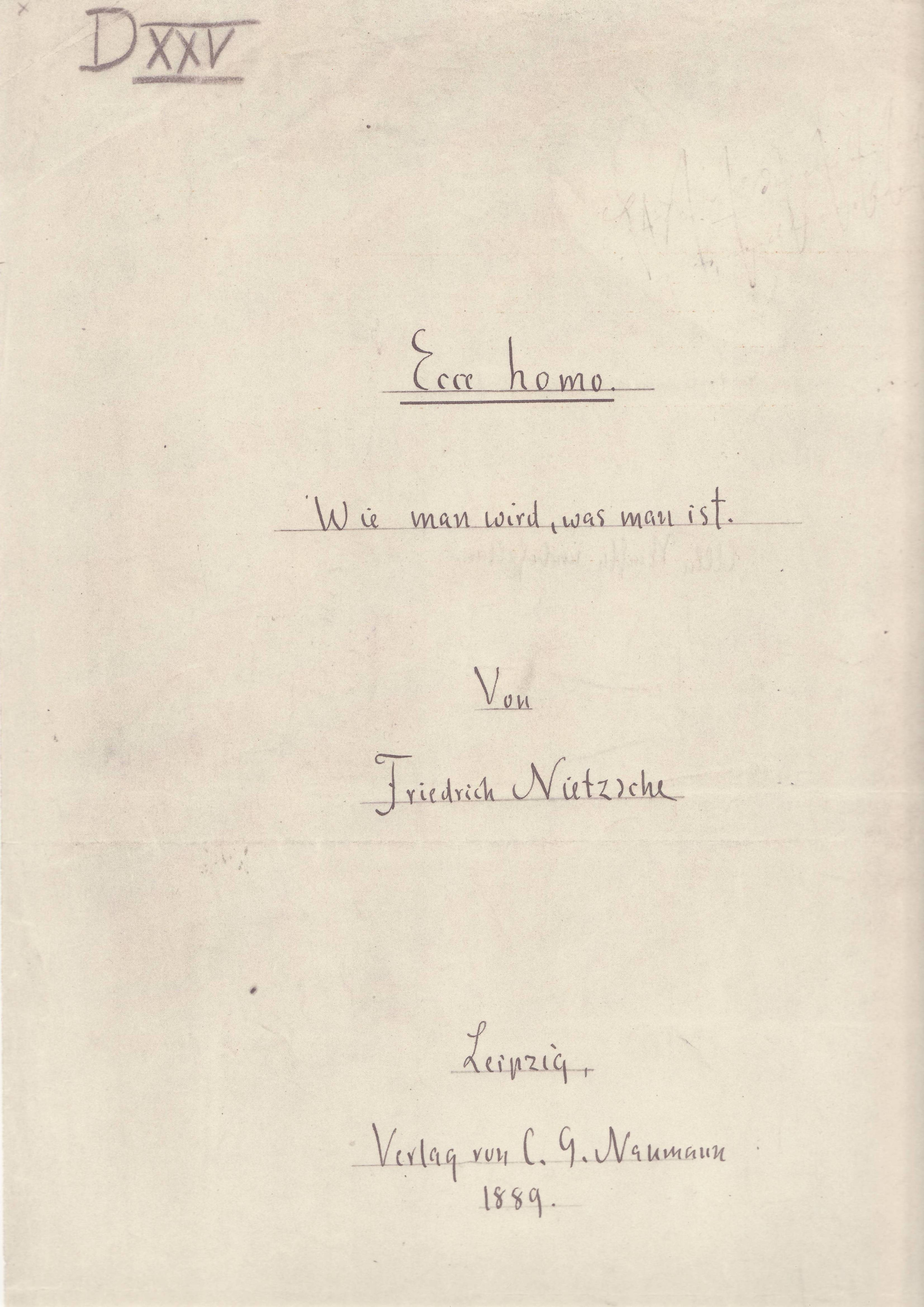
Titelseite von Nietzsches Manuskript (Ausschnitt).

Ecce homo. Wie man wird, was man ist ist eine autobiographische Schrift des Philosophen Friedrich Nietzsche. Nietzsche arbeitete von Oktober 1888 bis zu seinem Zusammenbruch Anfang 1889 an dem Werk, das zum ersten Mal 1908 im Auftrag des Nietzsche-Archivs veröffentlicht wurde. Es ist nicht vollständig überliefert und in seiner heute anerkannten Form erst seit den 1970ern bekannt.
In Ecce homo gibt Nietzsche rückblickend Deutungen seiner philosophischen Schriften und präsentiert sich selbst und seine Erkenntnisse als schicksalhafte Ereignisse von weltbewegender Größe. Dabei stehen die Themen seines Spätwerks, besonders die Kritik am Christentum und die angekündigte „Umwertung aller Werte“, im Vordergrund.
Es gibt unterschiedliche Ansichten darüber, wie glaubwürdig Nietzsches Darstellungen sind und wie sehr die Schrift bereits von seiner Geisteskrankheit beeinflusst ist. Dennoch sind Nietzsches Selbstdeutungen in Ecce homo oft als Ausgangspunkt für weitere biographische und philosophische Deutungen seines Werks genommen worden. Als letztes größeres Werk Nietzsches – die gleichzeitig entstandenen, kleineren Werke Nietzsche contra Wagner und Dionysos-Dithyramben sind im Wesentlichen aus älterem Material kompiliert – nimmt es in der Nietzsche-Rezeption eine Sonderstellung ein. Das übliche Sigel des Buchs ist EH.

## Inhalt

### Titel
Der Titel spielt auf zwei klassische Redewendungen an: „ecce homo“ (sehet, welch ein Mensch!) hat laut Bibel Pontius Pilatus über Jesus Christus gesagt. Der Untertitel „Wie man wird, was man ist“ geht auf den Satz Pindars „Werde, der du bist“ (aus den Pythischen Oden) zurück, den Nietzsche schon in früheren Werken zitiert hatte. Den Titel Ecce homo hatte er auch schon einem kleinen Gedicht in der fröhlichen Wissenschaft gegeben.

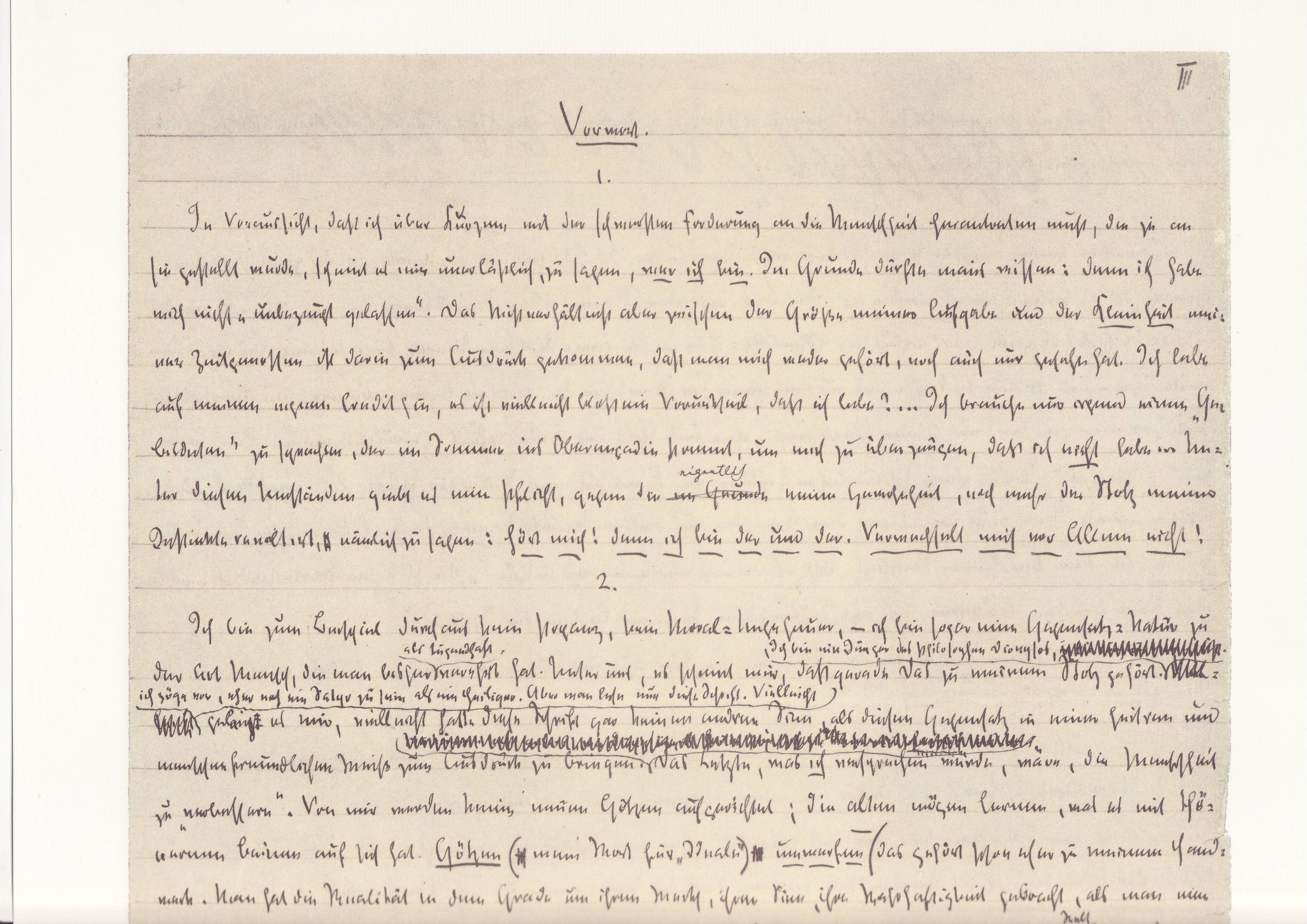
Erste ...

Ja, ich weiß, woher ich stamme,
Ungesättigt gleich der Flamme
Glühe und verzehr’ ich mich.
Licht wird alles was ich fasse,
Kohle alles, was ich lasse,
Flamme bin ich sicherlich.

### Übersicht
Nietzsche schreibt im Vorwort, er wolle der Welt erklären, wer er sei, um nicht verwechselt zu werden. Er stellt die Größe seiner Aufgabe der Kleinheit seiner Zeitgenossen gegenüber, die ihn verkannt hätten. Er sei kein Popanz, „eher noch ein Satyr […] als ein Heiliger“, kein Weiser, kein Welt-Erlöser oder -Verbesserer, kein Fanatiker oder Idealist; zum Beleg zitiert er, wie noch häufig in dem Buch, einige Stellen aus Also sprach Zarathustra. Es schließt sich ein kurzer persönlicher Abschnitt („An diesem vollkommenen Tage […]“) an.
Die restlichen Kapitel sind wie folgt überschrieben:
Warum ich so weise bin
Warum ich so klug bin
Warum ich so gute Bücher schreibe
Die Geburt der Tragödie
Die Unzeitgemässen
Menschliches, Allzumenschliches
Morgenröte
Die fröhliche Wissenschaft
Also sprach Zarathustra
Jenseits von Gut und Böse
Genealogie der Moral
Götzen-Dämmerung
Der Fall Wagner
Warum ich ein Schicksal bin
Im Kapitel Warum ich so weise bin beschreibt Nietzsche sich selbst als Doppelnatur, die sowohl zu einer dekadenten „Kranken-Optik“ als auch zu großer Gesundheit fähig ist. Er personifiziert diesen Gegensatz in seinen Eltern, wobei er besonders seinem Vater vieles zu verdanken glaubt. Sich selbst sieht Nietzsche als im tiefsten Grunde gesund: Dies habe ihm ermöglicht, aus seinen vielfältigen Krankheiten Erkenntnisse und Nutzen zu ziehen. So habe er etwa das „Ressentiment“ (siehe v. a. Zur Genealogie der Moral) nur begriffen, da er es „aus der Kraft heraus und aus der Schwäche heraus erlebt“ habe.
Nietzsche protestiert dann im Kapitel Warum ich so klug bin gegen die bisherigen Religionen und Philosophien, die sich mit vermeintlich großen, tatsächlich aber unwichtigen Fragen beschäftigt und wirklichkeitsfremde Ideale aufgestellt haben. Sehr viel wichtiger seien die scheinbar kleinen Dinge: die Frage nach der richtigen Ernährung, der richtigen Wahl des Ortes, des Klimas, Art der Erholung, Fragen des persönlichen Geschmacks in Literatur und Musik – hier schaltet Nietzsche einige kulturkritische Bonmots ein – und schließlich geeignete Mittel der „Selbstsucht und Selbstzucht“.

„[D]iese kleinen Dinge – Ernährung, Ort, Klima, Erholung, die ganze Kasuistik der Selbstsucht – sind über alle Begriffe hinaus wichtiger als alles, was man bisher wichtig nahm. Hier gerade muss man anfangen, umzulernen. Das, was die Menschheit bisher ernsthaft erwogen hat, sind nicht einmal Realitäten, blosse Einbildungen, strenger geredet, Lügen aus den schlechten Instinkten kranker, im tiefsten Sinne schädlicher Naturen heraus – alle die Begriffe „Gott“, „Seele“, „Tugend“, „Sünde“, „Jenseits“, „Wahrheit“, „ewiges Leben.“ … Aber man hat die Grösse der menschlichen Natur, ihre „Göttlichkeit“ in ihnen gesucht … Alle Fragen der Politik, der Gesellschafts-Ordnung, der Erziehung sind dadurch bis in Grund und Boden gefälscht, dass man die schädlichsten Menschen für grosse Menschen nahm, – dass man die „kleinen“ Dinge, will sagen die Grundangelegenheiten des Lebens selber verachten lehrte …“

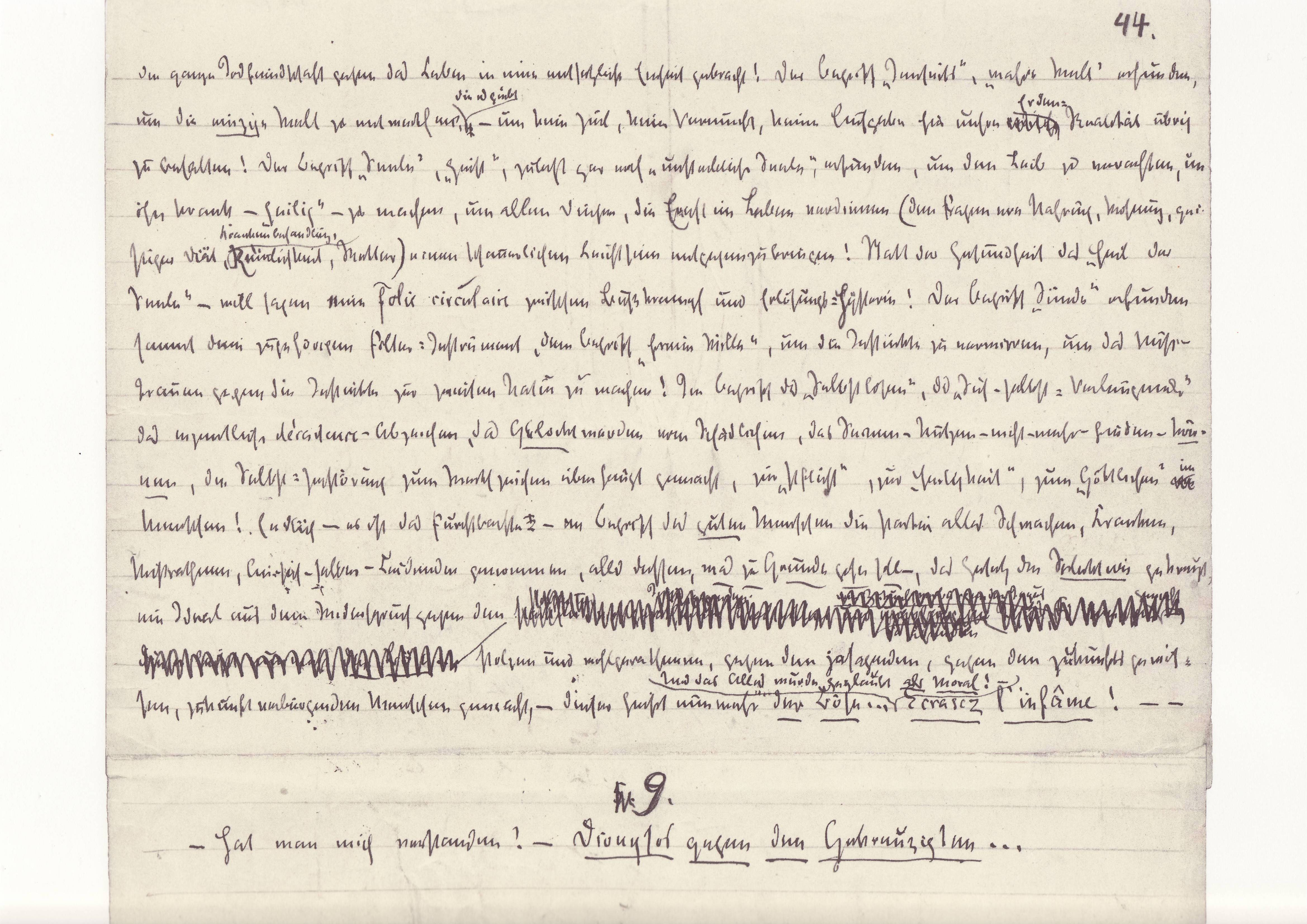
... und letzte Seite des Manuskripts.

Das Kapitel Warum ich so gute Bücher schreibe leitet Nietzsche mit der Feststellung ein, dass seine Schriften bisher von niemandem verstanden worden seien, sofern sie überhaupt jemand wahrgenommen hätte. Die wenigen bisher erschienenen Besprechungen seiner Schriften (namentlich von Joseph Victor Widmann und Carl Spitteler) seien ganz verfehlt. Darauf folgend geht Nietzsche auf Fragen des Stils ein und hebt seine psychologischen Erkenntnisse hervor.
Danach gibt Nietzsche Anmerkungen und Deutungen zu seinen Schriften, von der Geburt der Tragödie bis zum Fall Wagner und der Götzen-Dämmerung. (Die Schrift Der Antichrist, die Nietzsche später veröffentlichen wollte, fehlt hier ebenso wie die gleichzeitig mit Ecce homo entstandenen Nietzsche contra Wagner und Dionysos-Dithyramben.) Auch diese Besprechungen nutzt Nietzsche zur Behandlung anderer Fragen, besonders sein Verhältnis zu Richard Wagner thematisiert er mehrfach. Am ausführlichsten ist die Besprechung des Zarathustra, den er in mehrerlei Hinsicht als den Höhepunkt seines Schaffens darstellt.
Im letzten Kapitel, Warum ich ein Schicksal bin, rühmt Nietzsche die vermeintlich weltbewegende Bedeutung seiner Spätphilosophie, der Umwertung aller Werte. Er bezeichnet sich selbst als „Immoralisten“, dessen Einsichten zu großen Umbrüchen führen würden:

„Die Entdeckung der christlichen Moral ist ein Ereignis, das nicht seinesgleichen hat, eine wirkliche Katastrophe. Wer über sie aufklärt, ist eine force majeure, ein Schicksal, – er bricht die Geschichte der Menschheit in zwei Stücke. Man lebt vor ihm, man lebt nach ihm … Der Blitz der Wahrheit traf gerade das, was bisher am Höchsten stand: wer begreift, was da vernichtet wurde, mag zusehn, ob er überhaupt noch Etwas in den Händen hat. Alles, was bisher „Wahrheit“ hiess, ist als die schädlichste, tückischste, unterirdischste Form der Lüge erkannt; der heilige Vorwand, die Menschheit zu „verbessern“ als die List, das Leben selbst auszusaugen, blutarm zu machen. Moral als Vampyrismus...“

Mehrfach fragt Nietzsche: „Hat man mich verstanden?“ Er schließt mit dem symbolischen Gegensatz: „Dionysos gegen den Gekreuzigten“.
Zwei weitere, kurze Abschnitte mit den Titeln Kriegserklärung und Der Hammer redet ließ Nietzsche nach Auffassung der heutigen Forschung kurz vor dem offenen Ausbruch seines Wahnsinns aus dem Manuskript nehmen.

## Entstehung
Nietzsche entschloss sich an seinem 44. Geburtstag, dem 15. Oktober 1888, eine Autobiographie zu schreiben. Eine gewisse Neigung zu autobiographischen Betrachtungen hatte Nietzsche stets; bereits mit 14 Jahren hatte er einen ersten solchen Text Aus meinem Leben verfasst.
1888 hatte er die Götzen-Dämmerung und den Antichrist abgeschlossen; er war, zumindest nach eigenen Aussagen, in einer regelrecht euphorischen, arbeitsamen Stimmung. Anfang November war eine erste Version fertig und wurde seinem Verleger Naumann in Leipzig zugesandt. In den folgenden zwei Monaten nahm Nietzsche aber umfangreiche Ergänzungen und Änderungen vor; er arbeitete bis zu seinem Zusammenbruch Anfang Januar 1889 an der Schrift. In Nietzsches Briefen aus dieser Zeit lassen sich stärker werdende Zeichen von Größenwahn und andere Wahnvorstellungen erkennen, wie auch aus einigen Stellen im Ecce homo. Nietzsches rückblickende Selbstbeschreibungen sind von der Forschung teilweise als erstaunlich genau, teilweise wiederum als deutlich stilisiert oder schlicht irrig nachgewiesen worden. Nietzsche war in jener Zeit wohl tatsächlich von seiner historischen Bedeutung überzeugt und sah große Ereignisse kommen; er rechnete auch in ungewöhnlicher Schärfe mit Bekannten wie Hans von Bülow, Malwida von Meysenbug und seiner Schwester Elisabeth Nietzsche ab.
Die genaue Entstehungsgeschichte des Textes ist recht kompliziert. Im Dezember arbeitete Nietzsche außerdem an Nietzsche contra Wagner und den Dionysos-Dithyramben und wechselte beinahe täglich seine Meinung, welche Abschnitte in welches Buch aufgenommen werden und welche überhaupt gedruckt werden sollten. Eine genaue Genese des Textes hat Mazzino Montinari vorgelegt.
Nach Nietzsches Zusammenbruch wurde die Drucklegung des Werks abgebrochen; Heinrich Köselitz besorgte sich das Material aus der Druckerei und fertigte im Februar / März 1889 eine Abschrift an. Diese „Redaktionsversion“ Köselitz’ stimmt mit dem überlieferten Manuskript überein, aber Köselitz schrieb Franz Overbeck freimütig, dass er in seiner Abschrift „Stellen, welche selbst mir den Eindruck zu großer Selbstberauschung oder gar zu weit gehender Verachtung und Ungerechtigkeit machen“ ausgelassen habe. Diese Stellen – wie wohl auch einige von Nietzsche selbst wieder verworfene Entwürfe und Varianten, etwa der erwähnte Abschnitt „Kriegserklärung“ – sind offenbar in späteren Jahren im Nietzsche-Archiv vernichtet worden.

### Ausgaben
Siehe Nietzsche-Ausgabe für allgemeine Informationen.
- In der von Giorgio Colli und Mazzino Montinari gegründeten Kritischen Gesamtausgabe ist Ecce homo zu finden in
  - Abteilung VI, Band 3 (zusammen mit Der Fall Wagner, Götzen-Dämmerung, Der Antichrist, den Dionysos-Dithyramben und Nietzsche contra Wagner), ISBN 978-3-11-002554-5. Ein Nachbericht, d. h. kritischer Apparat hierzu, liegt noch nicht vor.
- Denselben Text liefert die Kritische Studienausgabe (KSA) in Band 6 (zusammen mit denselben anderen Schriften Nietzsches). Der Band KSA 6 erscheint auch als Einzelband unter der ISBN 978-3-423-30156-5. Der zugehörige Apparat befindet sich im Kommentarband (KSA 14), S. 454–512.
- 1985 erschien eine von Montinari und dem damaligen Leiter des Goethe- und Schiller-Archivs Karl-Heinz Hahn herausgegebene Faksimileausgabe des erhaltenen Druckmanuskripts mit Transkription und Kommentar: Edition Leipzig, Leipzig 1985; Lizenzausgabe beim Dr. Ludwig Reichert Verlag, Wiesbaden 1985, ISBN 3-88226-225-7.
- Zu erwähnen ist die Ausgabe von Der Antichrist, Ecce Homo sic und den Dionysos-Dithyramben im Goldmann Verlag mit einem Nachwort und Anmerkungen von Peter Pütz sowie einer Bibliographie, ISBN 3-442-07511-4. Der Text folgt anscheinend der Schlechta-Ausgabe und ist damit nicht dem heutigen Stand entsprechend (besonders im Abschnitt „An diesem vollkommnen Tage“ und Abschnitt 3 von „Warum ich so weise bin“).

### Sekundärliteratur
- Hans-Martin Gauger: Nietzsches Stil am Beispiel von „Ecce homo“, in: Nietzsche-Studien 13 (1984), S. 332–355.
- Sarah Kofman: Explosion I: De l’ „Ecce homo“ de Nietzsche, Paris 1992.
- Heinrich Meier: Nietzsches Vermächtnis. „Ecce homo“ und „Der Antichrist“. Zwei Bücher über Natur und Politik. C.H. Beck, München 2019. ISBN 978-3-406-73953-8. (Der Autor gibt eine textnahe und detaillierte Analyse von Ecce homo und Antichrist und weist beide Werke als anspruchsvolle und philosophisch höchst ernst zu nehmende Lektüre aus, die weder in Form noch Inhalt von Wahnsinn gekennzeichnet sind.)
- Andreas Urs Sommer: Kommentar zu Nietzsches Der Antichrist. Ecce homo. Dionysos-Dithyramben. Nietzsche contra Wagner (= Heidelberger Akademie der Wissenschaften (Hg.): Historischer und kritischer Kommentar zu Friedrich Nietzsches Werken, Bd. 6/2), Walter de Gruyter, Berlin / Boston 2013, ISBN 978-3-11-029277-0. (Neuer Standardkommentar, kommentiert jede einzelne Textstelle ausführlich.)
- Friedrich Kittler: Nietzsche – Politik des Eigennamens: Wie man abschafft, wovon man spricht. Merve, Berlin 2000, ISBN 3-88396-157-4. (Der Autor argumentiert diskurstheoretisch im Sinne Foucaults und sieht keinerlei Wahnsinn am oder in dem Werk, sondern Methode.)